# Neivamyrmex macropterus
Neivamyrmex macropterus är en myrart som beskrevs av Borgmeier 1953. Neivamyrmex macropterus ingår i släktet Neivamyrmex och familjen myror. Inga underarter finns listade i Catalogue of Life.